# Guillaume de Kersauzon
Guillaume de Kersauzon (mort en 1327) est un prêtre catholique breton qui fut évêque de Léon de 1306 à sa mort.

## Contexte
Guillaume est un cadet issu de la famille de Kersauzon. 
Il aurait été  appelé à succéder à l'évêque Yves II dès 1292 . Toutefois la Gallia Christiana le présente comme le successeur d'un autre Guillaume de Léon mort en 1306. On lui attribue la construction de la tour nord-ouest  de sa cathédrale  
Selon Guy Alexis Lobineau et l'« Histoire ecclésiastique et civile de Bretagne », de Pierre-Hyacinthe Morice de Beaubois. Il est attesté comme évêque en 1324, meurt en 1327 et est inhumé dans la cathédrale Saint-Paul-Aurélien de Saint-Pol-de-Léon. Son tombeau reconstitué au XIXe siècle s'y trouve toujours.

## Sources
- (la) Jean-Barthélemy Hauréau, Gallia Christiana, vol. XIV : Provincia Turonensi, Paris, Firmin-Didot, 1856 (lire en ligne), p. 978 Ecclesia Leonenis, Episcopi Leonenses XXV Guillelmus II
- Histoire ecclésiastique et civile de Bretagne, composée sur les auteurs et les titres originaux... & enrichie d'une dissertation sur l'établissement des Bretons dans l'Armorique et de plusieurs notes critiques, 2 vol., 1750-1756. Vol.1: https://gallica.bnf.fr/ark:/12148/bpt6k1041637p; vol.2: https://gallica.bnf.fr/ark:/12148/bpt6k1041639h.